# Dystrofia kości przytarczyczkowa

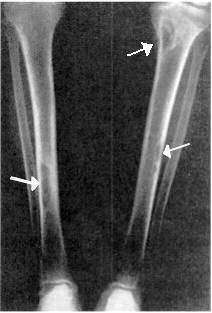
Przytarczyczkowa dystrofia strzałki i piszczeli

Dystrofia kości przytarczyczkowa (kostna choroba Recklinghausena, łac. osteodystrophia parathyroidea) – choroba kości spowodowana nadczynnością przytarczyc. Objawia się zazwyczaj jako osteomalacja całego kośćca, rzadziej jako tzw. guz brunatny kości – postać zlokalizowana, powodująca rozległą miejscową destrukcję kości.
Leczenie zmian hormonalnych powoduje samoistne cofanie się zmian kostnych.
Chorobę opisali jako pierwsi Gerhard Engel w 1864 i Friedrich Daniel von Recklinghausen w 1890.